# Коза-Готувка
Коза-Готувка (пол. Koza-Gotówka) — село в Польщі, у гміні Холм Холмського повіту Люблінського воєводства.
Населення — 208 осіб (2011).
У 1975-1998 роках село належало до Холмського воєводства.

## Демографія
Демографічна структура станом на 31 березня 2011 року:
|          | Загалом | Допрацездатний вік | Працездатний вік | Постпрацездатний вік |
| -------- | ------- | ------------------ | ---------------- | -------------------- |
| Чоловіки | 93      | 22                 | 64               | 7                    |
| Жінки    | 115     | 25                 | 73               | 17                   |
| Разом    | 208     | 47                 | 137              | 24                   |